# Direttore del doppiaggio
Il direttore del doppiaggio ha il compito di coordinare e dirigere il doppiaggio di una produzione straniera oppure nazionale: documentario, fiction televisiva, film o videogioco. Le sue prerogative vanno dalla scelta delle voci, all'impostazione dell'interpretazione dei doppiatori fino al missaggio finale. Il suo ruolo si può assimilare a quello di un regista per la parte vocale. Spesso è attore e doppiatore egli stesso, ma non necessariamente. In molti casi è anche autore dei dialoghi nella lingua di destinazione.